# Idaea eriopodata
Idaea eriopodata là một loài bướm đêm trong họ Geometridae.